# Bung Pageu
Bung Pageu is een bestuurslaag in het regentschap Aceh Besar van de provincie Atjeh, Indonesië. Bung Pageu telt 715 inwoners (volkstelling 2010).